# (16415) 1987 QE7
1987 كيو إي 7 (ويعرف أيضًا باسم (16415) 1987 كيو إي 7 وفق تسمية الكوكب الصغير) (بالإنجليزية: 1987 QE7)‏ هو كويكب ضمن حزام الكويكبات؛ وترتيبه 16415 من حيث الاكتشاف.
اكتُشف هذا الجُرم الفلكي بواسطة بول وايلد في 21 أغسطس 1987.

## وصلات خارجية
- (16415) 1987 QE7 في قاعدة بيانات مختبر الدفع النفاث لأجرام النظام الشمسي الصغيرة

- الاكتشاف · مخطط المدار ·  العناصر المدارية · المعلمات المادية

- (16415) 1987 QE7 على موقع ويكي سكاي: DSS2, SDSS, GALEX, IRAS, Hydrogen α, X-Ray, Astrophoto, Sky Map, Articles and images